# Férfi gerelyhajítás a 2005. évi nyári európai ifjúsági olimpiai fesztiválon
A 2005. évi nyári európai ifjúsági olimpiai fesztiválon az atlétikai versenyszámokat Lignano Sabbiadoróban rendezték. A férfi gerelyhajítás döntőjét július 7.-én rendezték.

## Döntő
| H     | Név               | Nemzet                | E     | Mj |
| ----- | ----------------- | --------------------- | ----- | -- |
| Arany | Leonardo Gottardo | Olaszország           | 70.79 |    |
| Ezüst | Matthias De Zordo | Németország           | 70.62 |    |
| Bronz | Lauris Jelsmanis  | Lettország            | 67.83 |    |
| 4     | Alexandre Laurent | Franciaország         | 65.94 |    |
| 5     | Victor Baikov     | Fehéroroszország      | 65.09 |    |
| 6     | Sami Tossavainen  | Finnország            | 64.12 |    |
| 7     | Thomas Smet       | Belgium               | 62.49 |    |
| 8     | Erki Leppik       | Észtország            | 60.50 |    |
| 9     | Kristian Kovac    | Szerbia és Montenegró | 59.35 |    |
| 10    | Martin Benák      | Szlovákia             | 58.46 |    |
| 11    | Ioánnis Choulakis | Görögország           | 57.64 |    |
| 12    | Sasa Milosevic    | Horvátország          | 56.67 |    |
| 13    | Marco Ferreira    | Portugália            | 56.06 |    |
| 14    | Marko Soba        | Szlovénia             | 53.06 |    |
| 15    | Anda Tibor        | Magyarország          | 52.62 |    |